# Ádám Bodor
Ádám Bodor (n. 22 februarie 1936, Cluj, România) este un scriitor maghiar, membru fondator al Bibliotecii virtuale gratuite a Academiei Literare Digitale Ungare.

## Opere literare
- A tanú. 1969
- Plusz-mínusz egy nap. Editura Kriterion, București, 1974
- Megérkezés északra. Editura Kriterion, București, 1978
- Milyen is egy hágó?.  1980
- A Zangezur hegység. Editura Kriterion, București1981
- Az Eufrátesz Babilonnál, 1985
- Sinistra körzet, 1992
- Vissza a fülesbagolyhoz, 1997
- Az érsek látogatása. 1999
- A börtön szaga, 2001
- Az utolsó szénégetők (Tárcák 1978-1981), 2010
- Verhovina madarai, 2011. ()

## Filme făcuite după opere literare scrise de Ádám Bodor
- 1972 – Forró vizet a kopaszra, rendező Péter Bacsó
- 1973 – Plusz-mínusz egy nap, rendező Zoltán Fábri
- 1994 – A részleg, rendező Péter Gothár
- 2005 – Kivégzés (kísérleti- és kisjátékfilm), rendező Tamás Buvári – Interviu cu regizorul Arhivat în 27 septembrie 2006, la Wayback Machine.
- 2005 – Az érsek látogatása, rendező Zoltán Kamondi – Interviu despre filmări
- 2007 – A barátkozás lehetőségei, rendező Gábor Ferenczi –   Arhivat în 8 aprilie 2014, la Wayback Machine.kritika

## Studii critice și recenzii
- István Szőcs: A személyiség háttere. Igaz Szó,  1968/2.
- K. Jakab Antal: Gyilkosok, kísértetek, istenek. Utunk, 1968/48.
- György Bretter: A tisztaság útvesztőin. Utunk 1969/35;
- Bretter György: Csodálkoznak? Miért? Miért? Utunk 1974/17; újraközölve Itt és mást. 1979. 379-84.
- Lajos Kántor: Rendhagyó indulás. Napjaink, Miskolc 1970/6.
- Béla Markó: A megtisztított látvány. Igaz Szó 1979/8.
- Györgyi Pozsvai: Bodor Ádám, Kalligram Kiadó, Pozsony, 1998.
- Tamás Scheibner și Gábor Vaderna (szerk.): Tapasztalatcsere. Esszék és tanulmányok Bodor Ádámról, L'Harmattan Kiadó, Budapest, 2005  Arhivat în 5 mai 2008, la Wayback Machine.

Interviuri
- „Europa răsăriteană n-a scăpat de comunism“, 17 august 2010, Ana-Maria Onisei, Adevărul